# La Promeneuse d'oiseaux
Pour plus de détails, voir Fiche technique et Distribution.
La Promeneuse d'oiseaux est un film français réalisé par Jacques Otmezguine sorti en décembre 2006.
Il a été tourné en partie à Barfleur (Manche).

## Synopsis
Vers la fin du xixe siècle, Sarah est élevée sur une île anglo-normande sauvage et isolée. Victime enfant d'un accident qui lui a laissé une cicatrice à la lèvre et la voix déformée, couvée par des parents protecteurs et un valet de ferme lunaire, la jeune femme rêve au prince charmant. Elle va le rencontrer, le jour de ses 19 ans, sous les traits d'un... vendeur d'oignons qui fait littéralement naufrage à ses pieds. À peine le temps de se plaire, voilà le beau Gaudion parti faire fortune. Le jeune homme tardant à revenir, comme il l'avait promis, la jeune femme, l'imagination enflammée, décide de partir à sa recherche sur le continent. Là, elle travaille pour un taxidermiste qui vend des oiseaux empaillés à de riches collectionneurs, notamment monsieur et madame de Marseul...

## Fiche technique
- Titre : La Promeneuse d'oiseaux
- Réalisation : Jacques Otmezguine
- Scénario : Jacques Otmezguine et Aaron Barzman d'après le roman de Didier Decoin
- Musique : Stépahne Zidi
- Photographie : Yves Lafaye
- Montage : Marion Monestier
- Production : Nelly Kafsky
- Société de production : France 2, Nelka Films, TV5 Monde et Télévision suisse romande
- Format : couleur
- Langue: français
- Durée : 196 minutes
- Date de sortie : 2006

## Distribution
- Lola Naymark : Sarah
- Thierry Neuvic : Gaudion
- Maxime Leroux : le père de Sarah
- Valérie Mairesse : la mère de Sarah
- Éric Elmosnino : le valet de ferme
- Didier Bezace : le taxidermiste
- Catherine Lefroid : Marie